# Hlinné
Hlinné (in ungherese Agyagospatak) è un comune della Slovacchia facente parte del distretto di Vranov nad Topľou, nella regione di Prešov.